# دولنی پاسکی
دولنی پاسکی (به چکی: Dolní Paseky) یک منطقهٔ مسکونی در جمهوری چک است که در Aš واقع شده‌است. دولنی پاسکی ۳۹ نفر جمعیت دارد.